# Liste der Bodendenkmäler in Oberhaching
Auf dieser Seite sind die Bodendenkmäler in der oberbayerischen Gemeinde Oberhaching zusammengestellt. Diese Tabelle ist eine Teilliste der Liste der Bodendenkmäler in Bayern. Grundlage ist die Bayerische Denkmalliste, die auf Basis des Bayerischen Denkmalschutzgesetzes vom 1. Oktober 1973 erstmals erstellt wurde und seither durch das Bayerische Landesamt für Denkmalpflege geführt wird. Die folgenden Angaben ersetzen nicht die rechtsverbindliche Auskunft der Denkmalschutzbehörde.

## Bodendenkmäler der Gemeinde

### Bodendenkmäler in der Gemarkung Oberbiberg
| Lage                                                                                  | Objekt | Akten-Nr.     | Bild           |
| ------------------------------------------------------------------------------------- | --- | ------------- | -------------- |
| Oberbiberg Südwestlich von Deisenhofen, westlich der Dietramszeller Straße (Standort) | Viereckschanze der späten Latènezeit. | D-1-8035-0036 |                |
| Oberbiberg In Oberbiberg, gegenüber der Kapelle (Standort)                            | Viereckschanze der späten Latènezeit. | D-1-8035-0037 | weitere Bilder |
| Oberbiberg (Standort)                                                                 | Grabhügel vorgeschichtlicher Zeitstellung. | D-1-8035-0039 | weitere Bilder |
| Oberbiberg (Standort)                                                                 | Grabenwerk vorgeschichtlicher Zeitstellung oder verebnete Viereckschanze der späten Latènezeit. | D-1-8035-0046 |                |
| Oberbiberg (Standort)                                                                 | Untertägige mittelalterliche und frühneuzeitliche Befunde im Bereich der Katholischen Filialkirche Mariä Geburt in Oberbiberg und ihrer Vorgängerbauten. Siehe auch: Mariä Geburt (Oberbiberg), Oberbiberg                                                                         | D-1-8035-0075 | weitere Bilder |
| Oberbiberg Kreuzpullach (Standort)                                                    | Untertägige mittelalterliche und frühneuzeitliche Befunde im Bereich der Katholischen Filial- und Wallfahrtskirche Hl. Kreuz in Kreuzpullach und ihrer Vorgängerbauten sowie dem zugehörigen Benefiziatenhaus (Schlösschen). Siehe auch: Heilig Kreuz (Kreuzpullach), Kreuzpullach | D-1-8035-0077 | weitere Bilder |
| Oberbiberg (Standort)                                                                 | Rechteckige Wall-Graben-Anlage vorgeschichtlicher Zeitstellung. | D-1-8035-0141 |                |

### Bodendenkmäler in der Gemarkung Oberhaching
| Lage | Objekt | Akten-Nr.     | Bild                       |
| --- | --- | ------------- | -------------------------- |
| Oberhaching Südlich von Laufzorn im Wald, in West-Ost-Richtung (Standort)                                    | Straße der römischen Kaiserzeit mit begleitenden Materialentnahmegruben (Teilstück der Trasse Augsburg-Salzburg).                                                                                      | D-1-7935-0008 |                            |
| Oberhaching (Standort)                                                                                       | Siedlung und Herrenhof der Hallstattzeit. | D-1-7935-0021 |                            |
| Oberhaching (Standort)                                                                                       | Siedlung der Hallstattzeit. | D-1-7935-0022 |                            |
| Oberhaching (Standort)                                                                                       | Körpergräber der frühen Latènezeit sowie Siedlung vor- und frühgeschichtlicher Zeitstellung. | D-1-7935-0026 |                            |
| Oberhaching (Standort)                                                                                       | Siedlung der Urnenfelderzeit. | D-1-7935-0027 |                            |
| Oberhaching (Standort)                                                                                       | Körpergräber des frühen Mittelalters. | D-1-7935-0028 |                            |
| Oberhaching (Standort)                                                                                       | Siedlung mit Hofgrablegen des frühen Mittelalters. | D-1-7935-0029 |                            |
| Oberhaching (Standort)                                                                                       | Siedlung mit Hofgrablegen des frühen Mittelalters. | D-1-7935-0030 |                            |
| Oberhaching (Standort)                                                                                       | Grabhügel mit Bestattungen der Bronzezeit und der Hallstattzeit. | D-1-7935-0033 |                            |
| Oberhaching (Standort)                                                                                       | Siedlung des späten Mittelalters. | D-1-7935-0036 |                            |
| Oberhaching (Standort)                                                                                       | Brandgräber der Urnenfelderzeit, Siedlung vorgeschichtlicher Zeitstellung und des frühen Mittelalters.                                                                                                 | D-1-7935-0038 |                            |
| Oberhaching (Standort)                                                                                       | Grabhügel mit Bestattungen der mittleren Bronzezeit. | D-1-7935-0040 | Bodendenkmal D-1-7935-0040 |
| Oberhaching Östlich von Deisenhofen in der Feldflur, zwischen Schanzenweg und Lanzenhaarer Straße (Standort) | Viereckschanze (Mehrfachschanze) der späten Latènezeit. | D-1-7935-0042 | weitere Bilder             |
| Oberhaching Südlich von Deisenhofen, beiderseits der Dietramszeller Straße (Standort)                        | Viereckschanze (Mehrfachschanze) der späten Latènezeit. | D-1-7935-0043 |                            |
| Oberhaching Südwestlich von Deisenhofen, im Waldstück Laufzorner Holz (Standort)                             | Viereckschanze der späten Latènezeit. | D-1-7935-0044 | weitere Bilder             |
| Oberhaching (Standort)                                                                                       | Straße der römischen Kaiserzeit mit begleitenden Materialentnahmegruben (Teilstück der Trasse Augsburg-Salzburg).                                                                                      | D-1-7935-0045 |                            |
| Oberhaching (Standort)                                                                                       | Siedlung vor- und frühgeschichtlicher Zeitstellung. | D-1-7935-0047 |                            |
| Oberhaching (Standort)                                                                                       | Siedlung vorgeschichtlicher Zeitstellung. | D-1-7935-0049 |                            |
| Oberhaching (Standort)                                                                                       | Siedlung vor- und frühgeschichtlicher Zeitstellung. | D-1-7935-0050 |                            |
| Oberhaching (Standort)                                                                                       | Siedlung vor- und frühgeschichtlicher Zeitstellung. | D-1-7935-0052 |                            |
| Oberhaching (Standort)                                                                                       | Siedlung und Bestattungsplatz mit Kreisgräben vor- und frühgeschichtlicher Zeitstellung. Siehe auch: Kreisgraben                                                                                       | D-1-7935-0053 |                            |
| Oberhaching Laufzorn (Standort)                                                                              | Untertägige mittelalterliche und frühneuzeitliche Befunde im Bereich von herzoglichem Jagdschloss und kurfürstlicher Schwaige Laufzorn mit abgegangener Kirche. Siehe auch: Schloss Laufzorn, Laufzorn | D-1-7935-0279 | weitere Bilder             |
| Oberhaching (Standort)                                                                                       | Untertägige mittelalterliche und frühneuzeitliche Befunde im Bereich der Katholischen Pfarrkirche St. Stephan in Oberhaching und ihrer Vorgängerbauten.                                                | D-1-7935-0282 | weitere Bilder             |
| Oberhaching (Standort)                                                                                       | Siedlung der mittleren Bronzezeit. | D-1-7935-0302 |                            |
| Oberhaching (Standort)                                                                                       | Grabhügel vorgeschichtlicher Zeitstellung. | D-1-7935-0311 |                            |
| Oberhaching (Standort)                                                                                       | Siedlung vor- und frühgeschichtlicher Zeitstellung. | D-1-7935-0321 |                            |
| Oberhaching (Standort)                                                                                       | Verebneter Grabhügel vorgeschichtlicher Zeitstellung. | D-1-7935-0329 |                            |
| Oberhaching (Standort)                                                                                       | Siedlung der Hallstattzeit und des hohen Mittelalters. | D-1-7935-0331 |                            |
| Oberhaching (Standort)                                                                                       | Grabhügel vorgeschichtlicher Zeitstellung. | D-1-8035-0040 |                            |
| Oberhaching (Standort)                                                                                       | Grabhügel vorgeschichtlicher Zeitstellung. | D-1-8035-0142 |                            |